# 캘리포니아잎코박쥐
캘리포니아잎코박쥐(Macrotus californicus)는 주걱박쥐과(신세계잎코박쥐류)에 속하는 박쥐의 일종이다. 멕시코와 미국에서 발견된다. 자연 서식지는 뜨거운 사막 지대이다. 서식지 감소로 멸종 위협을 받고 있다.

## 서식지
캘리포니아잎코박쥐는 캘리포니아주 남부와 네바다주 그리고 애리조나주 그리고 멕시코 서부 전역의 콜로라도강 계곡의 소노라 사막과 모하비 사막 관목 서식지에서 발견된다. 비-이주성 동물이며, 겨울잠을 자지 않는다.